# 四手網
四手網（よつであみ）は、四角形の袋状の網の上に、餌で魚などをおびき寄せ、網の上に集めて引き上げる漁具である。敷き網の一種である。もっとも、タモ網のように、そのまま水中に突っ込んですくいあげることもできる。
網の底面は正方形で、たいていは小型のものである。蓋のない箱の側面のひとつを取り去った、塵取りのような形状をしている。網の底面は正方形であり、各辺は肩幅より多少広い程度で、縦辺の高さは手のひらほどである。各縦辺には腕の長さくらいの細長い竹片が取り付けられており、それらを弧状に曲げ、十字に交差させてプラスチック製のパイプなどで固定されている。あるいは別の形として、四角い袋状の四隅に細長い竹片または木片を取り付け、それらを弧状に曲げ、十字に交差させて固定されているものもある。水中から引き上げるための紐がつけられている。主に水深の浅い場所で用いられ、石などを錘として沈め、コイ、フナ、ウナギ、エビや雑魚などを捕獲する。
江戸時代、佃島の漁師は四手網で白魚を捕った。紀元前の中国の書物『荘子』に魚を捕らえる道具「罾（そう）」として記述がある。

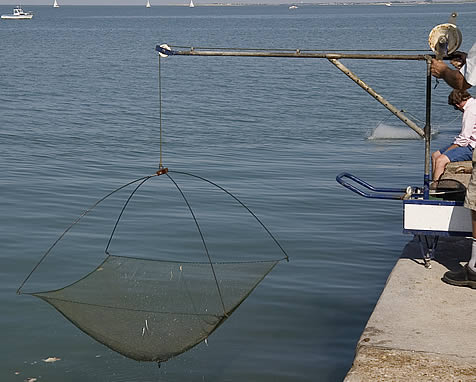
四手網の例。
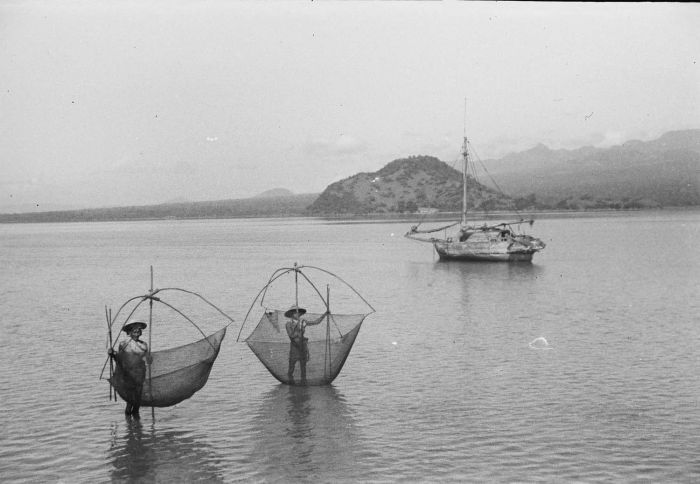
インドネシアの四手網漁。
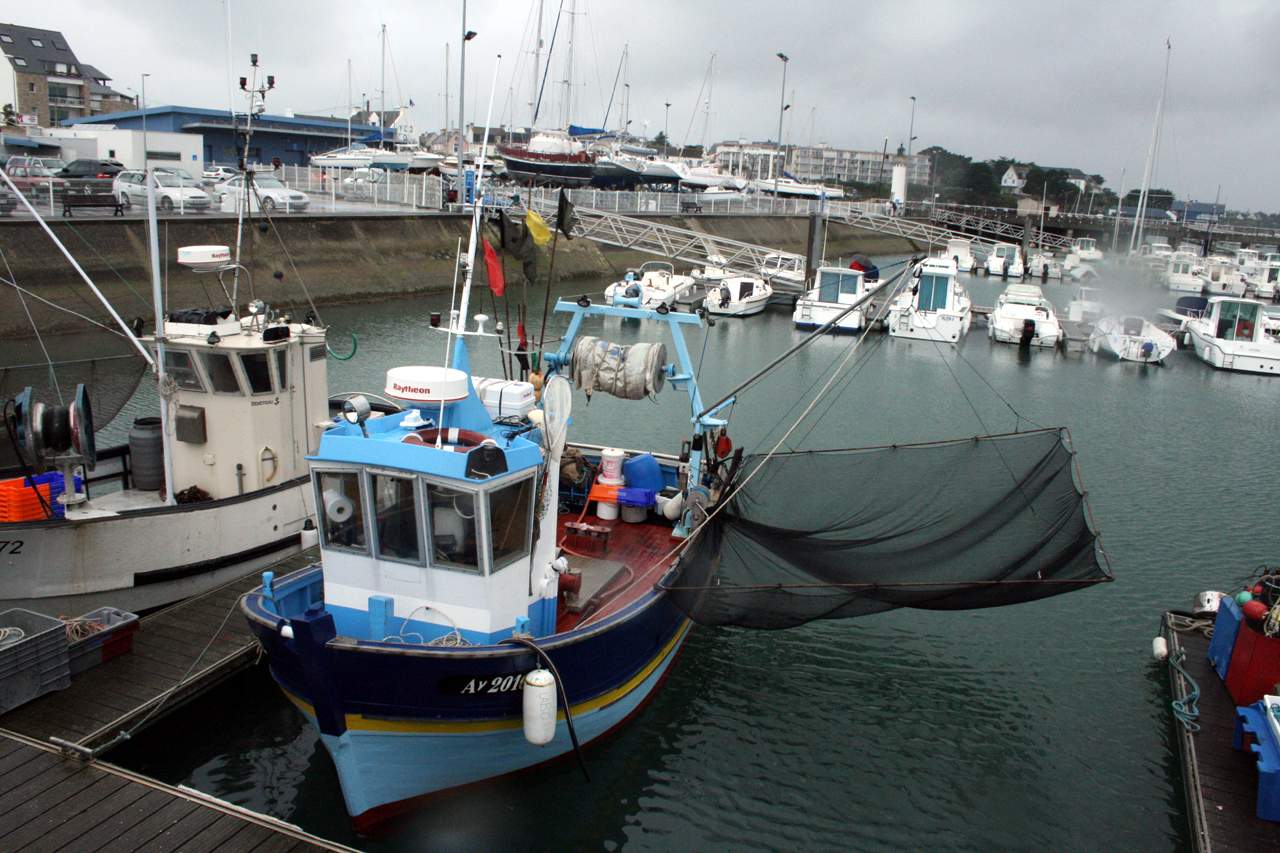
漁船に装備された例。

## 観光漁業としての四手網
岸等に設置された四手網を観光漁業として用いる例もある。現在でも岡山県の児島湾沿岸や鳥取県の東郷湖などで行われている。